# Yamaga

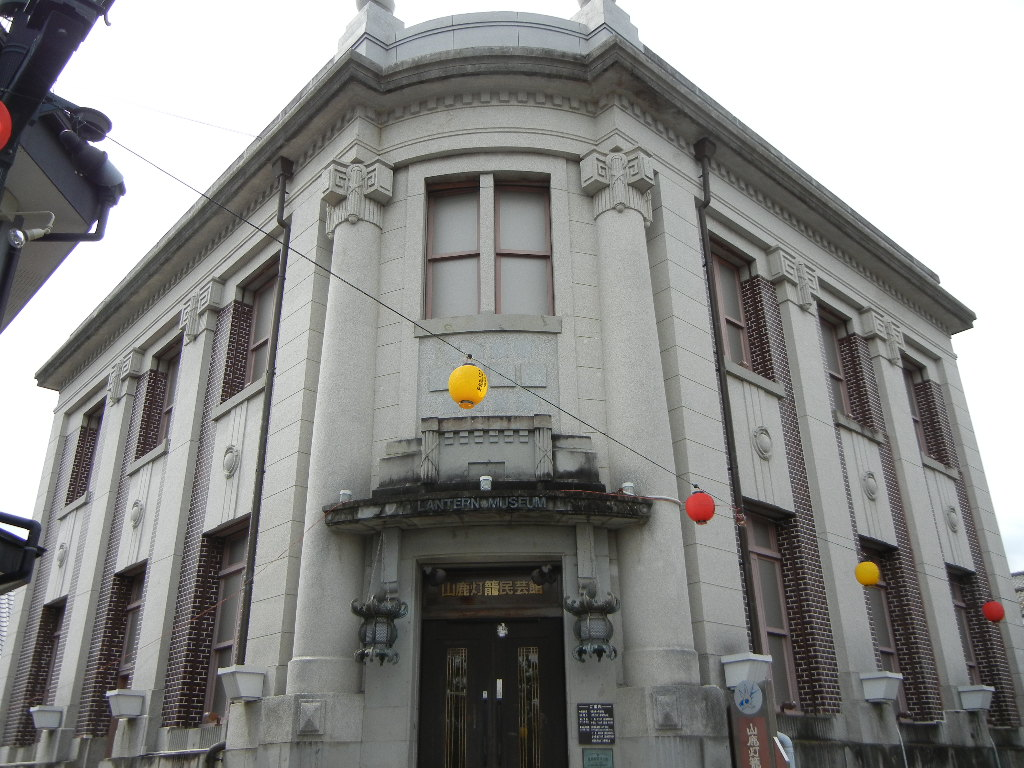
Yamaga-Muzeum latarni

Yamaga (jap. 山鹿市 Yamaga-shi) – miasto w Japonii, w prefekturze Kumamoto, w północnej części wyspy Kiusiu.